# True Love Waits
True Love Waits es un programa cristiano evangélica  para promover el pacto de pureza.  y la abstinencia sexual antes del matrimonio, de LifeWay Christian Resources, afiliado a la Convención Bautista del Sur. Su sede se encuentra en Nashville, Estados Unidos.

## Historia
El programa fue fundado en 1993 por la Junta de Escuela Dominical de la Convención Bautista del Sur. El objetivo es educar a los jóvenes cristianos sobre los beneficios de la abstinencia sexual antes del matrimonio con los  pactos de pureza. El programa que consiste principalmente en la firma de tarjetas de compromiso,  anillos de pureza y libros, ha sido adoptado por varias denominaciones y organizaciones evangélicas como Cru y Juventud para Cristo. En 1994, se habían firmado 102.000 tarjetas de compromiso.

## Controversias
Según un estudio publicado en 2005 en el Journal of Adolescent Health, el 61% de los adultos jóvenes que hicieron el pacto de abstinencia tuvieron coito, 13% informó haber practicado sexo oral y 4% sexo anal. Y de aquellos que rompieron su promesa, menos del 20 por ciento usó un condón. En 2014, Jimmy Hester, uno de los principales fundadores del programa dijo que aunque algunos estudios han demostrado que muchos jóvenes cristianos han roto sus compromisos, ha servido de referencia para algunos que han vuelto a la fe.